# ジョン・パティトゥッチ

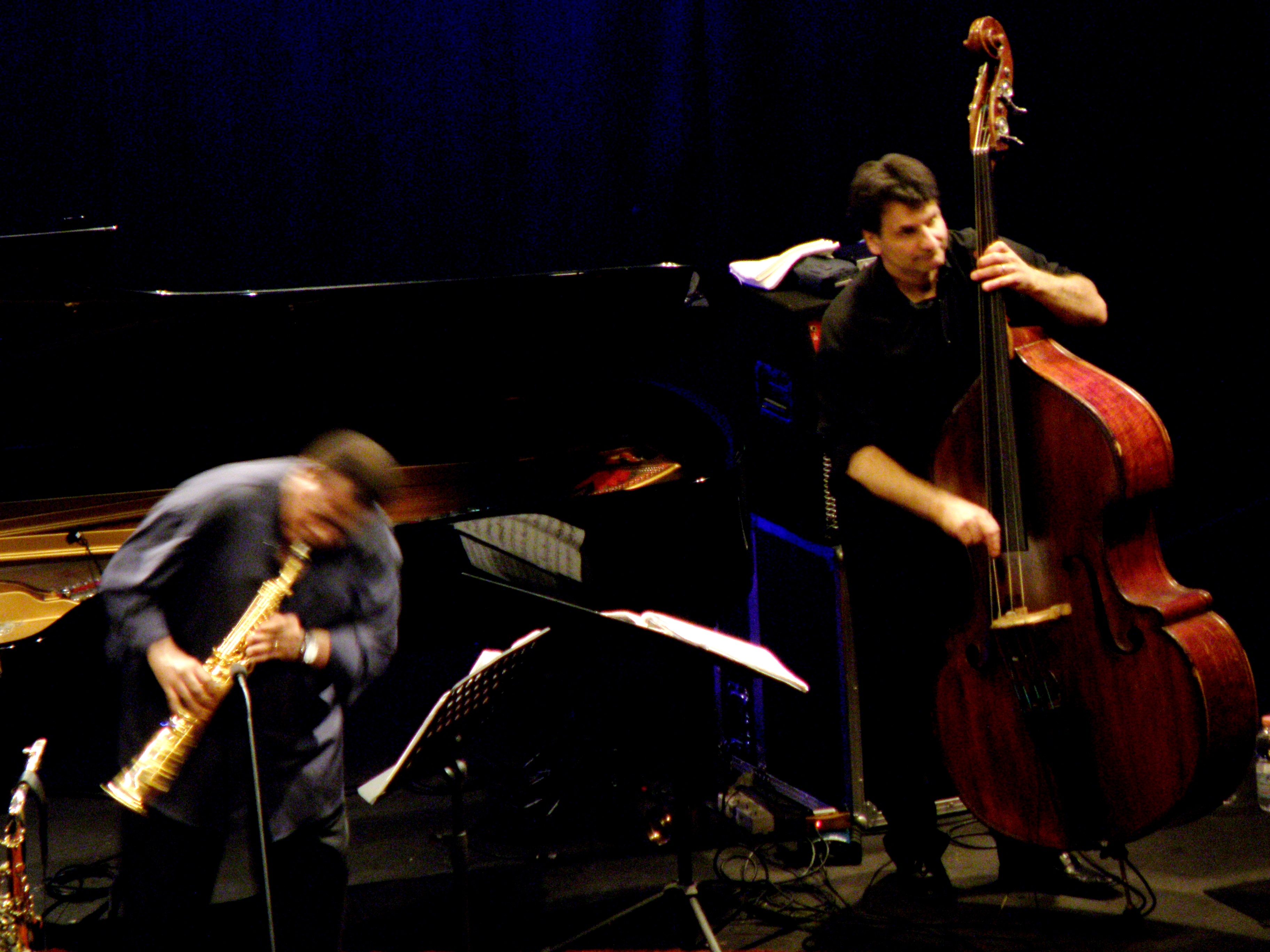
ウェイン・ショーター・カルテットのショーターとパティトゥッチ（右）（2010年）

ジョン・パティトゥッチ（John Patitucci、1959年12月22日 - ）は、アメリカ人のベーシスト、作曲家、音楽家である。

## 略歴
ニューヨーク市ブルックリンでイタリア系の家系に生まれ、10歳からエレクトリック・ベースを、15歳からはアコースティック・ベースを演奏するようになる。スタジオ・ミュージシャンとして数々のセッションに参加。B.B.キングやジョージ・ベンソンなどのバックを務めた。
1985年、チック・コリアの「チック・コリア・エレクトリック・バンド」に参加。1987年には、チックの参加を得てデビュー・アルバム『ジョン・パティトゥッチ』を発表。6弦ベースの高音域での高速フレーズをオーバーダビングする演奏は、ギターのソロと聞き間違えられるほどであった。1988年、デイヴ・ウェックルとのコンビでマンハッタン・ジャズ・クインテットに参加。1989年には「エレクトリック・バンド」が「アコースティック・バンド」に進化、エレクトリック・ベースをアコースティック・ベースに持ち替えても同様のテクニックを見せた。その後1991年にチックの元から離れてからも、自己のバンドとセッションワークの両方を精力的にこなす。
2000年にはドラムのブライアン・ブレイドと共にウェイン・ショーターのグループに参加。2001年には同じコンビでハービー・ハンコックの「ディレクションズ・イン・ミュージック」に参加。その後も、チック、ウェイン、ハービーら大御所との共演は断続的に続いた。2002年からは、ニューヨーク市立大学で教職にもついている。2005年にはグレイト・ジャズ・トリオに参加。
フュージョンからストレート・アヘッドなジャズまで幅広くこなし、共演ミュージシャンは他にもマイケル・ブレッカー、ゲイリー・バートン、スティーヴ・カーン、マイク・スターン、ジョン・スコフィールド、アル・ディ・メオラなどの若手・中堅から、スタン・ゲッツ、ハンク・ジョーンズ、ドン・フリードマンらベテランまで、さらにはスティング、ナタリー・コールなどのポップ・ミュージシャンやミルトン・ナシメント、イヴァン・リンスなどのブラジル系のミュージシャンにまで及び、押しも押されもせぬトップ・ベーシストとなった。

## ディスコグラフィ

### リーダー・アルバム
- 『ジョン・パティトゥッチ・デビュー!』 - John Patitucci (1987年、GRP)
- 『オン・ザ・コーナー』 - On the Corner (1989年、GRP)
- 『スケッチブック』 - Sketchbook (1990年、GRP)
- Heart of the Bass (1992年、Stretch)
- 『アナザー・ワールド』 - Another World (1993年、GRP)
- 『ファイン・ミキスチャー』 - Mistura Fina (1995年、GRP)
- One More Angel (1997年、Concord)
- Now (1998年、Concord)
- Imprint (2000年、Concord)
- 『コミュニオン』 - Communion (2001年、Concord)
- Songs, Stories & Spirituals (2003年、Concord)
- 『ライン・バイ・ライン』 - Line by Line (2006年、Concord)
- 『リメンブランス』 - Remembrance (2009年、Concord)
- Brooklyn (2015年、Three Faces)
- 『ソウル・オブ・ザ・ベース』 - Soul of the Bass (2019年、AGATE)